# Klinge (Geomorphologie)

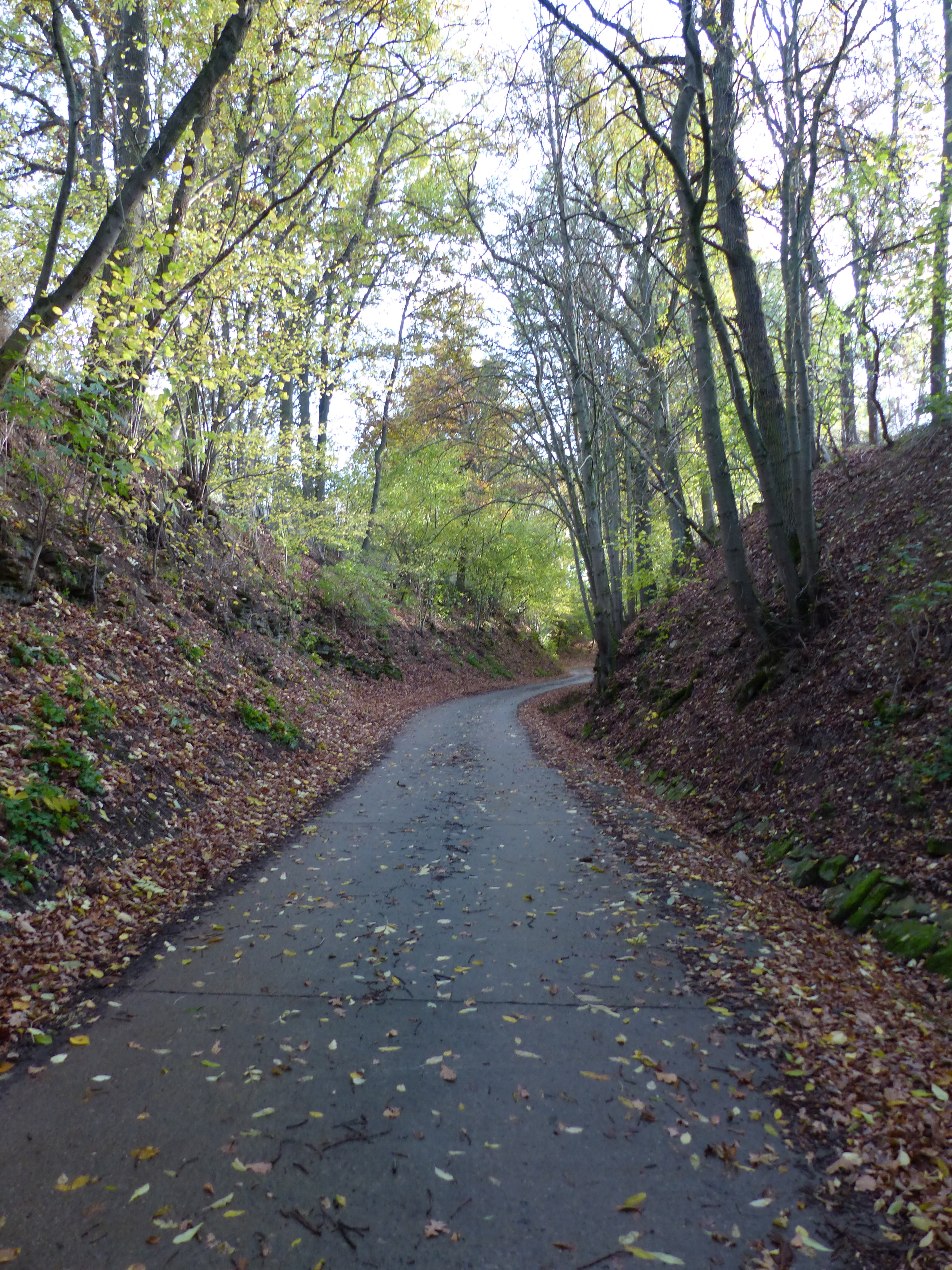
Oberer Teil der Ochsenfurter Klinge, die beim Klingentor der Stadt ins Maintal austritt

Klingen sind durch Wasser- und Schutt-Erosion entstandene kleine Kerbtäler und in der Regel Seitentäler größerer Täler. Sie bilden kurze, schmale, aber gefällestarke Tälchen ohne Talboden. Die weitere Eintiefung durch Abtragung und rückschreitende Erosion wird im Wesentlichen durch die Wasser von Rinnsalen und Bächen und deren Gefälle bewirkt und ist auch heute beobachtbar. Erosion, Sedimentation und Transport bedingen sich dabei gegenseitig.

## Name
Die Bezeichnung „Klinge“ für kleine Kerbtäler soll von den Geräuschen der Bäche bei Hochwasser herrühren. Eine andere Interpretation besagt, dass die Tälchen wie von Klingen geschlagen seien. In ganz Südwestdeutschland, auch auf der Schwäbischen und Fränkischen Alb, werden kleine Kerbtäler als Klinge, Tobel und Klammen bezeichnet, ansonsten auch als Durchbruchstal. 
In Nordwestdeutschland werden solche Erosionstäler Siepen, Siefen oder Seif oder auch Sieke genannt.

## Geomorphologie

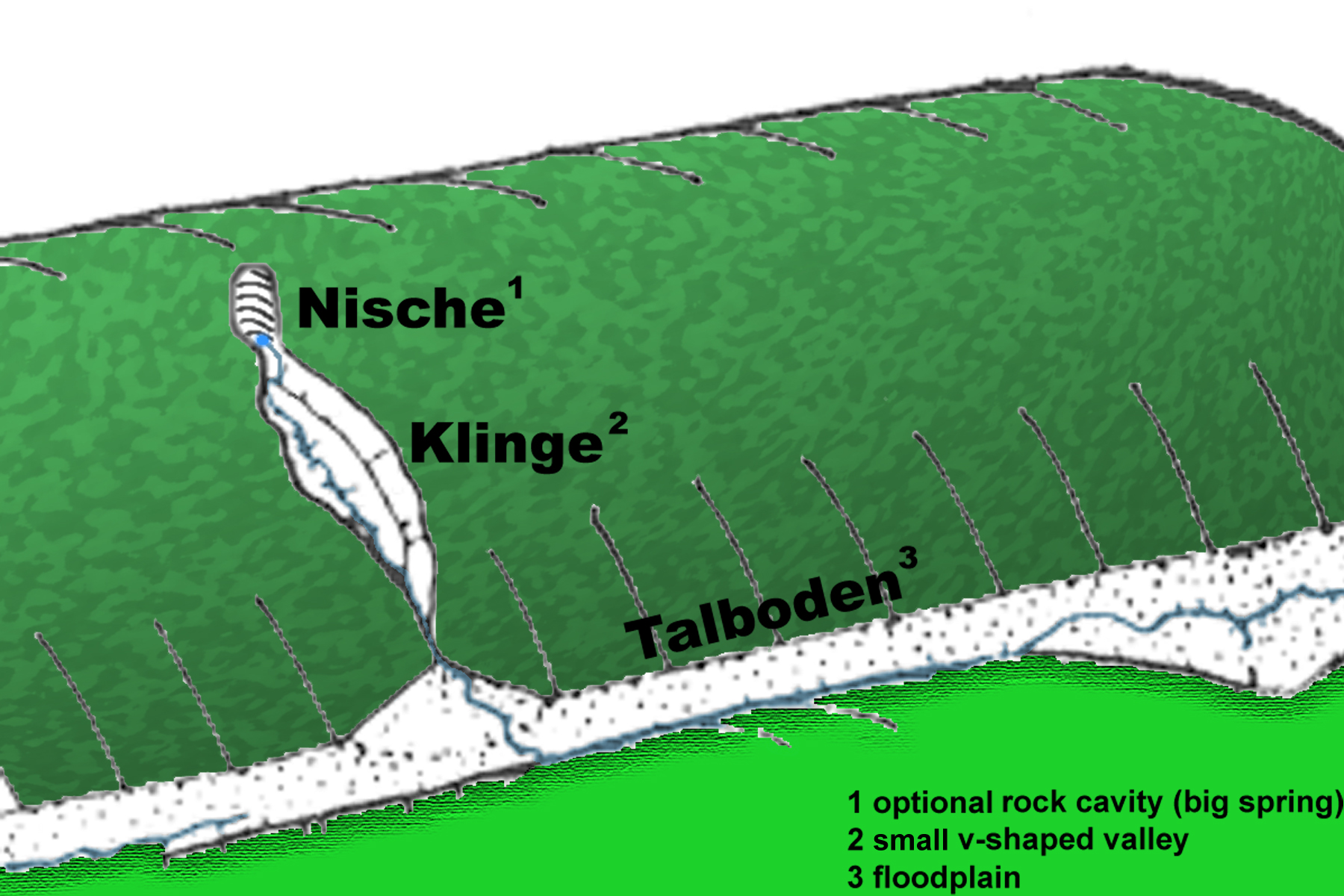
Wasser- und Schutterosion am Hang einer Schichtstufe

Klingen sind vor allem in kleineren Einzugsgebieten stark bewaldeter Mittelgebirge auch heute noch Abtragungsprozessen ausgesetzt, wo durch die Wechsellagerung durchlässiger Sand- oder Kalksteine über dichten Ton- und Mergelgesteinen leicht Quellen austreten. Es kommt dabei häufig zu Hangunterschneidungen, die kleine und mittlere Hangrutschungen oder sogar Schlammströme (Muren) auslösen können. In Südwestdeutschland wirken diese Prozesse vor allem in steilen, dem Rhein-System zufließenden Tälchen.

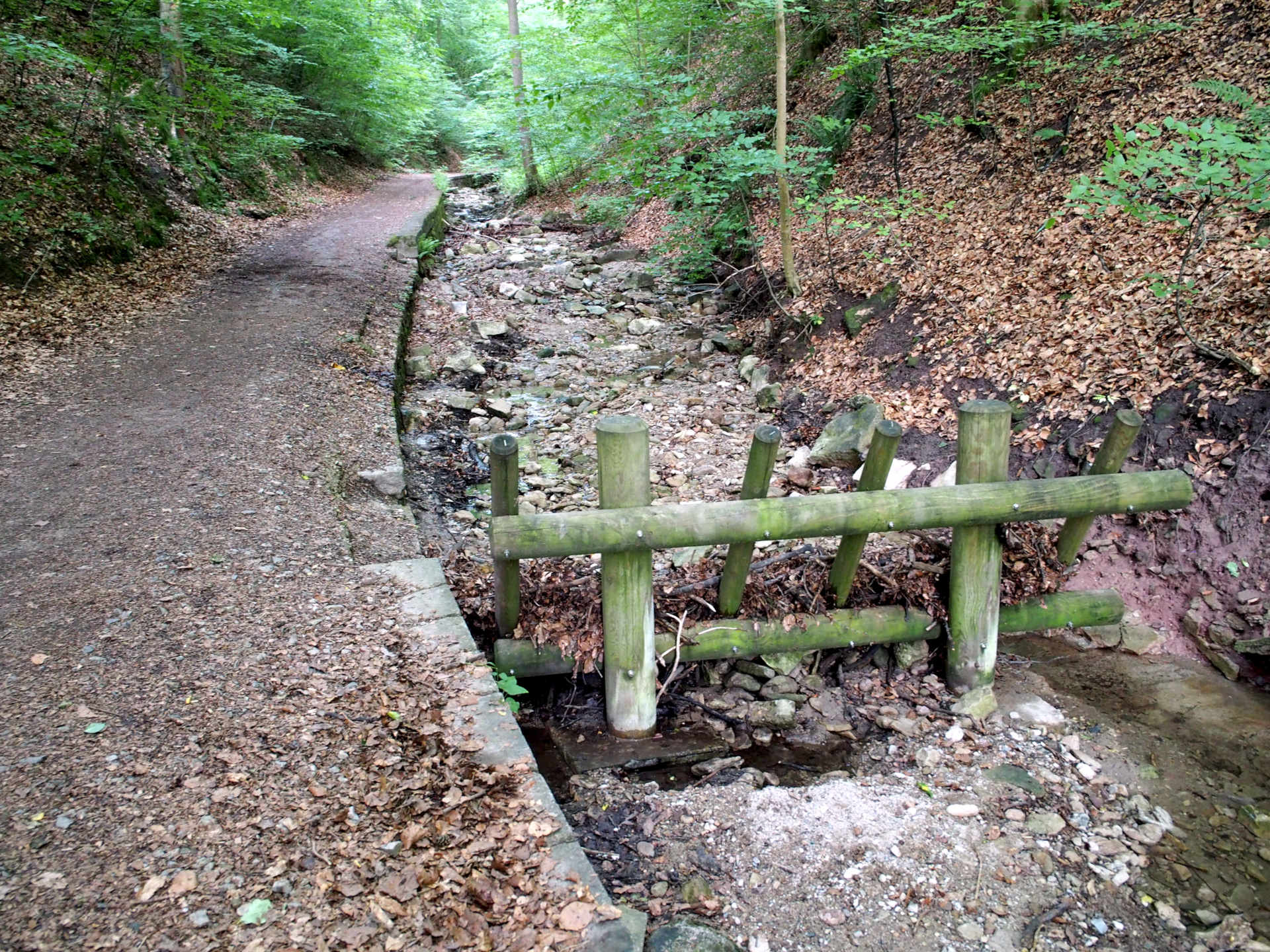
Sohle der Schwälblesklinge in Stuttgart, schuttgefülltes Bachbett und befestigter Weg

In härteren, klüftigen (und daher wasserdurchlässigen) Gesteinen sind Rutschungen seltener. Hier kommt es stattdessen an Felsmassiven zu Steinschlägen oder sogar Felsstürzen. Diese Prozesse werden im Winterhalbjahr ganz wesentlich durch die Frostverwitterung begünstigt. Besonders anfällig sind steile Felswände im Muschelkalk und Weißjura.

## Vorkommen

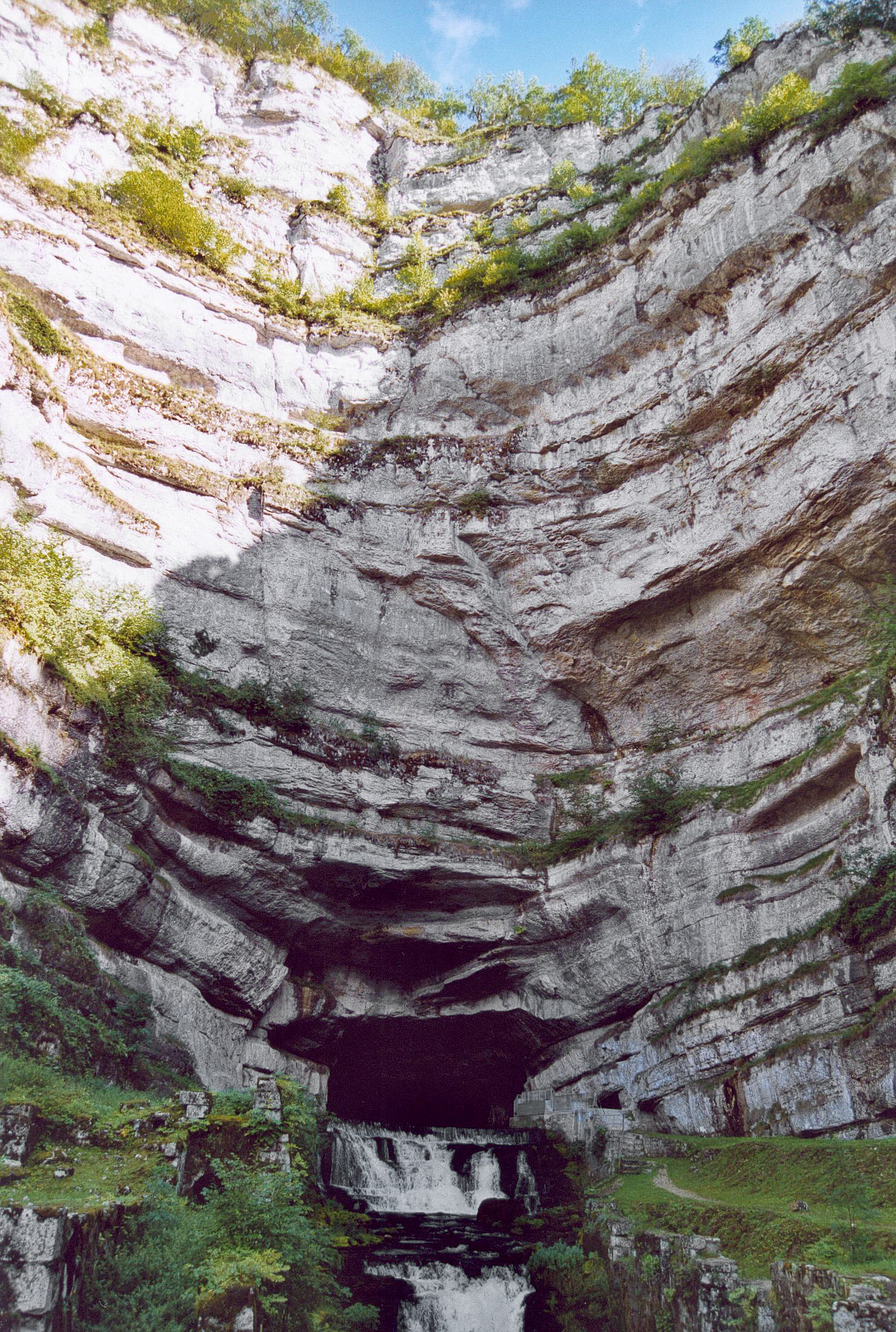
Karstquelle der Loue, franz. Jura, Nähe Orhans/Pontarlier

Im Bereich der Schwäbischen und Fränkischen Alb kommen Klingen seltener vor als in den vorgelagerten Gebirgen des Südwestdeutschen Schichtstufenlandes.
An Schichtgrenzen steiler Jura-Wände – wie denen des Albtraufs oder auch des Schweizerisch-Französischen Juras – haben starke permanent oder periodisch schüttende Karstquellen besonders steile, oft konkav senkrechte Felsnischen ausgeräumt, z. B. bei der Teufelsklinge bei Heubach (Albtrauf der Ostalb) und der Résurgence im Französischen Jura (Loue-Quelle).